# Chủ nghĩa lạm phát
Chủ nghĩa lạm phát là một chính sách kinh tế, chính sách tài khóa hoặc chính sách tiền tệ không chính thống, dự báo rằng mức độ lạm phát ở một mức đáng kể là vô hại, đáng mong muốn hoặc thậm chí có lợi. Tương tự, các nhà kinh tế học theo chủ nghĩa lạm phát ủng hộ chính sách lạm phát.
Kinh tế học dòng chính cho rằng lạm phát là một điều xấu tất yếu phải có và ủng hộ lạm phát ở mức thấp ổn định. Vì vậy, nó đi ngược lại với chính sách lạm phát - một số lạm phát là cần thiết, nhưng lạm phát vượt trên một mức thấp là điều không ai mong muốn. Tuy nhiên, giảm phát thường được xem là mối nguy hiểm ngang với lạm phát hoặc tệ hơn, cụ thể là trong kinh tế học Keynes hay kinh tế chủ nghĩa tiền tệ và trong thuyết giảm phát nợ.
Chủ nghĩa lạm phát không được chấp nhận trong cộng đồng kinh tế học, và thường được đúc kết thành thuyết tiền tệ hiện đại, thuyết này sử dụng lý lẽ tương tự, đặc biệt là trong mối quan hệ với chủ nghĩa duy chính.

## Tranh luận chính trị
Trong tranh luận chính trị, chủ nghĩa lạm phát đi ngược với đồng tiền mạnh (cho rằng giá trị thật sự của tiền tệ cần được duy trì).
Cuối thế kỷ XIX tại Hoa Kỳ, phong trào Bạc Tự do ủng hộ chính sách lạm phát đúc tiền bạc tự do. Đây là một vấn đề chính trị gây bất đồng trong suốt 40 năm giai đoạn năm 1873-1913. Sau này, nhà kinh tế học John Maynard Keynes đã nói về sức ảnh hưởng của chủ nghĩa lạm phát như sau:
Lê-nin đã tuyên bố rằng cách tốt nhất để hủy hoại chủ nghĩa tư bản là làm bại hoại giá trị tiền tệ. Qua quá trình lạm phát liên tục, chính phủ có thể bí mật tịch thu phần quan trọng trong tiền tài của nhân dân mà không có sự giám sát. Bằng cách này, chính phủ còn có thể sung công quỹ một cách độc đoán; và trong khi quá trình này làm bần cùng hóa nhân dân, nó cũng thực sự làm cho nhiều người giàu có hơn. Sự phân chia giàu nghèo độc đoán này không chỉ đánh vào sự an toàn mà còn vào cả tính công bằng.
Những người hưởng lợi vượt quá sự mong đợi từ chế độ này trở thành những kẻ trục lợi, là đối tượng của sự thù hận từ giai cấp tư sản là những người túng quẫn vì chủ nghĩa lạm phát, không khác gì giai cấp vô sản. Khi lạm phát tiến triển và giá trị thực của đồng tiền biến động dữ dội từ tháng này sang tháng khác, những mối quan hệ lâu dài giữa con nợ và chủ nợ là nền tảng cuối cùng của chủ nghĩa tư bản trở nên rối loạn hoàn toàn đến mức gần như không còn giá trị. Quá trình cho-nhận của cải dần thoái hóa thành một canh bạc và tờ xổ số.
Lê-nin đã đúng. Không có phương tiện nào là chắc chắn và khôn khéo nào khác để lật ngược cơ sở xã hội hiện có hơn là việc làm bại hoại giá trị tiền tệ. Quá trình này thu hút tất cả các lực lượng tiềm ẩn của quy luật kinh tế về phía hủy diệt, và nó được thực hiện theo cách mà không một ai có thể lường trước được.

## Trường phái tư tưởng kinh tế
Chủ nghĩa lạm phát có liên quan nhiều nhất đến các trường phái tư tưởng kinh tế ủng hộ hành động của chính phủ, chính sách tài khóa hoặc chính sách tiền tệ, để đạt được toàn dụng lao động. Những trường phái như vậy thường có quan điểm phi chính thống về kinh tế học tiền tệ.
Đầu thế kỷ XIX, trường phái kinh tế học Birmingham ủng hộ chính sách tiền tệ mở rộng để đạt toàn dụng lao động, nhưng đã bị công kích là những kẻ lạm phát thô thiển. 
Trường phái kinh tế tiền tệ hậu Keynes thời chủ nghĩa Tân Duy chính ủng hộ chi tiêu thâm hụt của chính phủ để hưởng toàn dụng lao động bị cho là lạm phát. Cùng với việc các nhà phê bình cho rằng chi tiêu thâm hụt như vậy chắc chắn dẫn đến siêu lạm phát. Người theo chủ nghĩa Tân Duy chính bác bỏ cáo buộc này, chẳng hạn như tên của tổ chức Tân Duy chính, Trung tâm Toàn dụng Lao động và Ổn định Giá cả.
Kinh tế học tân cổ điển thường tranh luận về chính sách giảm phát. Trong cuộc Đại khủng hoảng, nhiều nhà kinh tế học dòng chính lập luận rằng tiền lương danh nghĩa sẽ giảm, như trong các cuộc khủng hoảng kinh tế thế kỷ 19. Do đó, giá cả và việc làm được đưa về trạng thái cân bằng. Điều này đã bị phản đối bởi kinh tế học Keynes vì việc cắt giảm lương làm giảm nhu cầu và làm trầm trọng thêm cuộc khủng hoảng mà không cải thiện được việc làm.

## Chính sách vận động đương thời
Trong khi rất ít, các nhà kinh tế cho rằng bản thân lạm phát là một điều tốt, một số lại cho rằng mức lạm phát nói chung cao hơn, hoặc trong bối cảnh khủng hoảng kinh tế và giảm phát được nhiều người ủng hộ là rất có hại.
Ba lập luận đương đại cho lạm phát cao hơn, hai lập luận đầu tiên từ trường phái kinh tế học Keynes dòng chính và được ủng hộ bởi các nhà kinh tế học nổi tiếng, lập luận từ trường phái kinh tế học hậu Keynes, là:
- tăng cường linh hoạt trong chính sách tiền tệ;

- giá cả không biến động; và

- giảm gánh nặng nợ nần thực tế.

### Bổ sung tính linh hoạt trong chính sách tiền tệ
Tỷ lệ lạm phát cao với lãi suất danh nghĩa thấp dẫn đến lãi suất thực âm. Ví dụ, lãi suất danh nghĩa là 1% và tỷ lệ lạm phát là 4% mang lại lãi suất thực là (xấp xỉ) −3%. Vì lãi suất (thực) thấp hơn có liên quan đến việc kích thích nền kinh tế theo chính sách tiền tệ nên lạm phát càng cao, ngân hàng trung ương càng linh hoạt hơn trong việc thiết lập lãi suất (danh nghĩa) trong khi vẫn giữ cho chúng không bị ảnh hưởng; Lãi suất (danh nghĩa) âm được coi là chính sách tiền tệ độc đáo và rất hiếm khi được thực hiện.
Olivier Blanchard, nhà kinh tế trưởng của Quỹ Tiền tệ Quốc tế, lập luận rằng tỷ lệ lạm phát trong thời kỳ Điều độ là quá thấp, gây ra những hạn chế trong cuộc suy thoái cuối những năm 2000 và các ngân hàng trung ương nên xem xét tỷ lệ lạm phát mục tiêu là 4% thay vì 2%.

### Không biến động lương
Trong trường hợp không tăng lương tương ứng, lạm phát sẽ làm giảm giá trị thực của tiền lương. Theo thuyết lương không biến động, một trong những nguyên nhân gây thất nghiệp trong suy thoái và trầm cảm là sự thất bại của người lao động trong việc cắt giảm lương để giảm chi phí lao động thực tế. Người ta quan sát thấy rằng tiền lương bị hạ ở mức thấp trên danh nghĩa, ngay cả khi dài hạn (rất khó để giảm tỷ lệ trả lương danh nghĩa), và do đó lạm phát làm xói mòn chi phí tiền lương thực tế mà không yêu cầu cắt giảm lương danh nghĩa.
Cuộc thương lượng tập thể ở Hà Lan và Nhật Bản đã có lúc đi đến việc cắt giảm lương danh nghĩa, với niềm tin rằng chi phí lao động thực tế cao đang gây ra thất nghiệp.

### Giảm gánh nặng nợ nần thực tế
Trong thuyết giảm phát nợ, nguyên nhân chính của khủng hoảng kinh tế là mức nợ cao, và nguyên nhân chính của sự phục hồi sau khủng hoảng là khi mức nợ này giảm. Ngoài việc trả nợ và vỡ nợ, cơ chế chính của việc giảm nợ là lạm phát - bởi vì các khoản nợ nói chung đều là danh nghĩa, lạm phát làm giảm mức nợ thực tế. Hiệu ứng này càng rõ hơn khi mức nợ càng cao. Ví dụ, nếu tỷ lệ nợ trên GDP của một quốc gia là 300% và trải qua một năm lạm phát 10%, mức nợ sẽ giảm khoảng 300% x 10% = 30%, còn 270%. Ngược lại, nếu tỷ lệ nợ trên GDP là 20%, thì một năm lạm phát 10% sẽ làm giảm mức nợ xuống 2%, còn 18%. Do đó, vài năm lạm phát cao kéo dài làm giảm đáng kể mức nợ cao ban đầu. Điều này được lập luận bởi Steve Keen.
Trong bối cảnh này, kết quả trực tiếp của lạm phát là việc chuyển của cải từ chủ nợ sang con nợ - các chủ nợ nhận được ít hơn về mặt thực tế so với trước đây, trong khi con nợ trả ít hơn và cho rằng các khoản nợ trên thực tế sẽ được hoàn trả, không bị vỡ nợ. Nói một cách chính thức, đây là một cuộc tái cơ cấu nợ trên thực tế, với việc giảm giá trị thực của tiền gốc và có thể mang lại lợi ích cho các chủ nợ nếu nó dẫn đến các khoản nợ đang được trả (thanh toán một phần), thay vì vỡ nợ.
Một lập luận liên quan của những người theo chủ nghĩa duy chính cho rằng các quốc gia phát hành nợ bằng tiền định danh của riêng họ sẽ không bao giờ vỡ nợ, bởi vì họ có thể in tiền để trả nợ. Tuy nhiên, cần lưu ý rằng việc in tiền mà không khớp với thuế (để thu hồi tiền và ngăn nguồn cung tiền tăng lên) có thể dẫn đến lạm phát nếu vượt quá mức toàn dụng lao động và những người theo chủ nghĩa này thường không tranh luận về lạm phát.